# アルケプトレモス (ギリシア神話)
アルケプトレモス（古希: Ἀρχεπτόλεμος, Archeptolemos）は、ギリシア神話の人物である。トロイア戦争でヘクトールの戦車の御者を務めた。『イーリアス』の2日目、テウクロスがヘクトールを狙って矢を放ったが、そのうち1本は逸れてゴルギュティオーンを討った。もう1本はヘクトールを捉えていたが、アポローンが軌道を逸らせたためにアルケプトレモスの胸に当たり、戦車の上に倒れ込んだ。ヘクトールは悲しみつつもアルケプトレモスの遺体をその場に降ろし、兄弟のケブリオネースに戦車の操縦を任せた。